# Folkets park, Köpenhamn

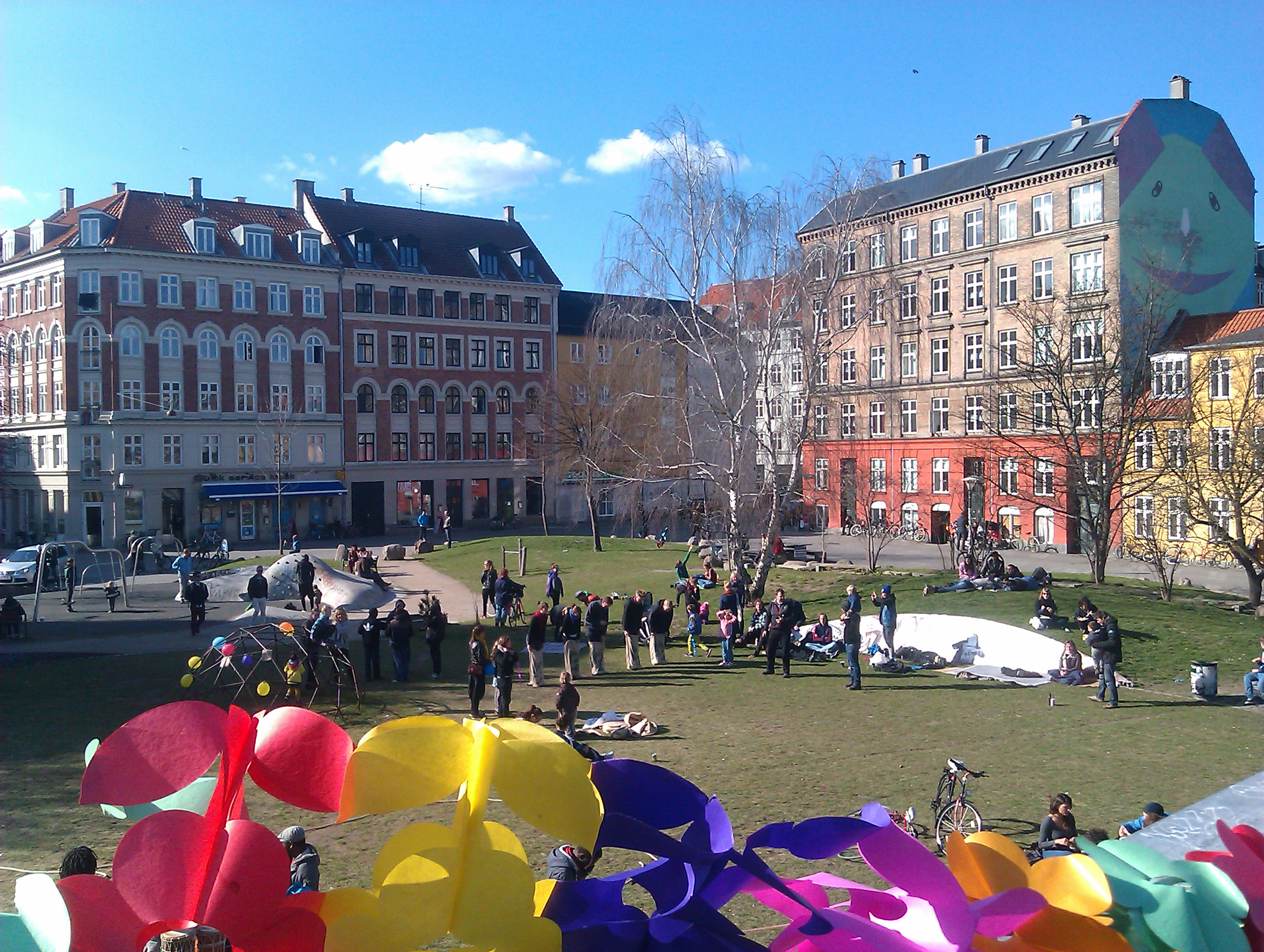
Vårstämning med säcklöpning i Folkets Park, sett från gångbron

Folkets Park är en park på Nørrebro i Köpenhamn. 
Parken ligger mellan Griffenfeldsgade och Stengade, och de första steget mot en egentlig park togs av kvarterets invånare 1971. Senare samma år inrättades också ett Folkets Hus, i en då oanvänd byggnad som står på parkmarken.
Köpenhamns kommun har tidigare försökt att städa parken, men 2008 beslutades det att parken ändå skulle få vara kvar. Folkets Park förnyades samma år med flera träd, små backar, en trädgård och en gångbro. Den sistnämnda ska bl.a. kunna användas till konserter, teater och som talarstol till 1 maj-firanden.